# Antonina Cortés Llanos
Antonina Cortés Llanos fue una escritora española del siglo XIX.
Nació en el palacio Cortés de Cangas de Onís y era hermana de Antonio Cortés Llanos , María ( casada con Felipe Soto Posada , padre de Sebastián Soto Cortés) y de José ( poeta autor del arpa rota , con seudónimo Jorge)

## Biografía
Su nombre completo era Antonina Cortés Llanos de Pendás. Nació en Corao, Cangas de Onís en 1823. Era poetisa y benefactora. Publicó Romancero de Covadonga en Gijón para dar los beneficios a la basílica de Covadonga (1899). Tenía una hermana llamada Dª María Cortés Llanos. Antonina murió en Cangas de Onís en 1906.

## Obra
Lo único que se conserva de ella es este poemario:
- Romancero de Covadonga.